# Ghiacciaio Dolie
Il ghiacciaio Dolie (in inglese Dolie Glacier) è un ghiacciaio lungo 9,5 km e largo 2,4, situato sulla costa di Loubet, nella parte occidentale della Terra di Graham, in Antartide. In particolare, il ghiacciaio si trova a sud-ovest del ghiacciaio McCance e a nord-est del ghiacciaio Blagun, nella penisola Pernik, e da qui fluisce verso nord-ovest passando fra la dorsale di Hodge e il picco Liebig  fino ad unire il proprio flusso a quello del ghiacciaio Wilkinson.

## Storia
Il ghiacciaio Dolie è stato così battezzato dalla Commissione bulgara per i toponimi antartici in onore del villaggio di Dolie, nella Bulgaria meridionale. 